# Giesen
Giesen – gmina samodzielna (niem. Einheitsgemeinde) w Niemczech, w kraju związkowym Dolna Saksonia, w powiecie Hildesheim.

## Współpraca
Miejscowości partnerskie:
- Chabanais, Francja
- Morąg, Polska